# Hans Lindner (Unternehmer)
Hans Lindner (* 1941 in Arnstorf) ist ein deutscher Unternehmer.

## Leben
Nach seiner Schulzeit am humanistischen Gymnasium der Benediktiner in Metten und einer kaufmännischen Lehre studierte Hans Lindner am kaufmännischen Zweig der damaligen Ingenieurschule für Holztechnik (jetzt Hochschule Rosenheim). Nach dreijähriger Tätigkeit bei Fertighausunternehmen und Baustoffhandel gründete er 1965 die Akustikbau Lindner GmbH. Hans Lindner ist Vorstandsvorsitzender und persönlich haftender Gesellschafter der Lindner Group KG im niederbayerischen Arnstorf.
Er ist verheiratet und hat vier Töchter.

## Stiftungen
Aus Privatmitteln und Erträgen der Unternehmensgruppe gründete Hans Lindner gemeinnützige Stiftungen. 
- 1991: Genehmigung der mildtätigen Hans-Lindner-Stiftung als öffentliche Stiftung des bürgerlichen Rechts durch das Bayerische Staatsministerium
- 1997: Gründung der sozialen Stiftung Fundatia Hans Lindner in Satu Mare/Rumänien als Ableger der deutschen Stiftung[2][3]..
- 1999: Gründung der Lindner Foundation Uganda in Kampala. Anerkennung der Existenzgründerstiftung Hans-Lindner-Institut als gemeinnützig durch das Bayerische Staatsministerium. Diese Stiftung finanziert unter anderem Lehrstühle an Fachhochschulen.
- 2010: Genehmigung der Zusammenführung von sozialer Stiftung und Existenzgründerstiftung zur Hans-Lindner-Stiftung durch die Stiftungsaufsicht

## Auszeichnungen
- 1993: Bundesverdienstkreuz am Bande
- 1998: Bundesverdienstkreuz 1. Klasse
- 2001: Bayerischer Verdienstorden
- 2001: Ehrenbürgerschaft der Stadt Satu Mare
- 2006: Ernennung zum Ehrenbürger von Arnstorf
- 2011: Großer Preis des Mittelstandes der Oskar-Patzelt-Stiftung.[4]
- 2015: Ehrensenator der TH Deggendorf